# Engelmeß
Engelmeß ist ein Gemeindeteil der Gemeinde Mistelgau im Landkreis Bayreuth (Oberfranken, Bayern). Engelmeß liegt in der Gemarkung Seitenbach.

## Geografie
Das Dorf bildet mit dem südlich gelegenen Seitenbach eine geschlossene Siedlung. Der Seitenbach, ein rechter Zufluss der Truppach, ist die Grenze zwischen den beiden Orten. Der Feilbrunnenbach mündet im Ort als rechter Zufluss in den Seitenbach. In einigen geographischen Karten wird der Seitenbach als linker Zufluss des Feilbrunnenbaches bezeichnet. Unmittelbar nördlich des Ortes verläuft die Staatsstraße 2186, die nach Obernsees (4,3 km südwestlich) bzw. nach Tröbersdorf (1,4 km westlich) führt. Eine Gemeindeverbindungsstraße führt nach Seitenbach (0,3 km südlich).

## Geschichte
Erstmals erwähnt wurde der Ort 1657 in einem Pfarrbuch, 1692 als „Engelmesse“. Der Ort mit seinen 51⁄2 Tagewerk Land könnte eine Stiftung gewesen sein, deren Ertrag zur Abhaltung einer Engelsmesse verwendet wurde, eine stille Messe ohne Anwesenheit von Gottesdienstbesuchern. Allerdings ist nicht bekannt, in welcher Kirche diese Messen zelebriert wurden. Denkbar ist auch, dass der Ortsname durch Verschleifung und Angleichung an bekannte Begriffe entstanden ist,
Engelmeß gehörte zur Realgemeinde Seitenbach. Gegen Ende des 18. Jahrhunderts bestand Engelmeß aus vier Anwesen (1 Tropfsölde, 1 Tropfhaus, 2 Häuser). Die Hochgerichtsbarkeit stand dem bayreuthischen Stadtvogteiamt Bayreuth zu. Grundherr der Anwesen war das Hofkastenamt Bayreuth.
Von 1797 bis 1810 unterstand der Ort dem Justiz- und Kammeramt Bayreuth. Mit dem Gemeindeedikt wurde Engelmeß dem 1812 gebildeten Steuerdistrikt Mistelgau und der gleichzeitig gebildeten Ruralgemeinde Seitenbach zugewiesen. Am 1. Januar 1972 wurde Engelmeß im Zuge der Gebietsreform in Bayern in die Gemeinde Mistelgau eingegliedert.

### Einwohnerentwicklung
| Jahr      | 001819 | 001822 | 001861 | 001871 | 001885 | 001900 | 001925 | 001950 | 001961 | 001970 | 001987 |
| Einwohner | 16     | 17     | 29     | 24     | 33     | 38     | 44     | 47     | 42     | 40     | 34     |
| Häuser    |        | 4      |        |        | 5      | 6      | 7      | 8      | 8      |        | 10     |
| Quelle    | [ 11 ] | [ 8 ]  | [ 12 ] | [ 13 ] | [ 14 ] | [ 15 ] | [ 16 ] | [ 17 ] | [ 18 ] | [ 19 ] | [ 1 ]  |

## Religion
Engelmeß ist seit der Reformation evangelisch-lutherisch geprägt und nach St. Bartholomäus (Mistelgau) gepfarrt.